# Fush Yu Mang
Fush Yu Mang – debiutancki album zespołu Smash Mouth wydany 8 lipca 1997 za pośrednictwem Interscope Records, którego producentem jest Eric Valentine. Album okazał się sukcesem komercyjnym – sprzedał się w nakładzie 2 milionów egzemplarzy i osiągnął status podwójnej platynowej płyty.

## Lista utworów
1. „Flo” – 2:13
2. „Beer Goggles” – 2:01
3. „Walkin’ on the Sun” – 3:27
4. „Let's Rock” – 2:50
5. „Heave-Ho” – 3:47
6. „The Fonz” – 3:39
7. „Pet Names” – 2:20
8. „Padrino” – 3:45
9. „Nervous in the Alley” – 2:32
10. „Disconnect the Dots” – 2:49
11. „Push” – 2:50
12. „Why Can’t We Be Friends” – 4:50 (cover utworu zespołu War; autorzy: Thomas Allen, Harold Brown, Morris Dickerson, Gerald Goldstein, Leroy Jordon, Lee Oskar Levitin, Charles Miller, Howard Scott[5])

## Twórcy
- Steven Harwell – śpiew
- Greg Camp – gitara, wokal wspierający
- Paul De Lisle – gitara basowa, wokal wspierający
- Kevin Coleman – perkusja
- Les Harris – saksofon
- John Gibson – trąbka
- John Gove – puzon
- Eric Valentine – keyboard, flet, produkcja, inżynier dźwięku, dudy
- Brian Gardner – mastering

## Single
| Data wydania | Tytuł                   | Format | Nr katalogowy | Wytwórnia          |
| ------------ | ----------------------- | ------ | ------------- | ------------------ |
| 1997         | Walkin’ on the Sun      | CD     | 95555         | Interscope Records |
| 1998         | The Fonz                | CD     | 95585         | Interscope Records |
| 1998         | Why Can’t We Be Friends | CD     |               | Interscope Records |

## Pozycje na listach przebojów

### Album
| Państwo         | Miejsce |
| --------------- | ------- |
| Billboard 200   | 19      |
| Top Heatseekers | 2       |
| Nowa Zelandia   | 42      |

### Single
| Rok  | Single                  | Lista                              | Pozycja |
| ---- | ----------------------- | ---------------------------------- | ------- |
| 1997 | Walkin’ on the Sun      | Modern Rock Tracks                 | 1       |
| 1997 | Walkin’ on the Sun      | Mainstream Rock Tracks             | 13      |
| 1997 | Walkin’ on the Sun      | Hot Adult Top 40 Tracks            | 1       |
| 1997 | Walkin’ on the Sun      | Hot Dance Music/Maxi-Singles Sales | 44      |
| 1998 | Walkin’ on the Sun      | Modern Rock Tracks                 | 2       |
| 1998 | Walkin’ on the Sun      | Top 40 Adult Recurrents            | 2       |
| 1998 | Why Can’t We Be Friends | Modern Rock Tracks                 | 28      |
| 1998 | The Fonz                | Canadian Singles Chart             | 18      |

| Data wydania | Wytwórnia          | Format | Numer katalogowy |
| ------------ | ------------------ | ------ | ---------------- |
| 8 lipca 1997 | Interscope Records | CD     | 90142            |
| 8 lipca 1997 | Interscope Records | kaseta | 90142            |